# Aarón Ñíguez
Aarón Ñíguez Esclápez (Elx, 26 april 1989), ook wel bekend als Aarón, is een Spaans voetballer. Hij speelt als vleugelspeler bij Málaga CF.

## Clubvoetbal
Ñíguez is afkomstig uit de jeugdopleiding van Valencia CF, waar hij vanaf 2000 speelde. Ñíguez debuteerde op 5 december 2006 in het eerste elftal van Valencia CF. In de UEFA Champions League-wedstrijd tegen AS Roma begon hij in de basis en Ñíguez was met een leeftijd van 17 jaar de jongste debutant voor Valencia CF in de Champions League. Na 27 minuten moest de aanvaller echter al geblesseerd het veld verlaten en hij werd vervanger door Nacho Insa, eveneens een debutant. Er werd bij Ñíguez een scheurtje vastgesteld in de achterste band van zijn rechterknie, waardoor hij drie weken niet inzetbaar was. Vanaf 2007 werd Ñiguez door Valencia CF verhuurd aan achtereenvolgens CD Xerez, het Griekse Iraklis Saloniki, het Schotse Rangers FC, Celta de Vigo en Recreativo Huelva. In 2011 vertrok hij definitief bij Valencia en tekende een vijfjarig contract bij UD Almería. Hij bleef daar tot 2013 en werd toen overgenomen door de club uit zijn geboorteplaats: Elche.
Ñíguez verhuisde eind augustus 2015 naar een derde buitenlandse competitie. Hij tekende voor SC Braga uit de Portugese Primeira Liga. Na in slechts 14 wedstrijden in alle competities te zijn verschenen, verliet hij de club. Na periodes bij CD Tenerife en Real Oviedo trok hij in november 2018 naar Maleisië, om te gaan spelen bij Johor Darul Ta'zim. Op 21 februari 2019 verliet hij de club echter al en werd hij vervangen door Leandro Velázquez. In maart 2020 bood Málaga CF hem een nieuwe kans, de club gaf hem een contract tot het einde van het lopende seizoen.

## Nationaal elftal
In mei 2006 behaalde Ñíguez met Spanje de derde plaats op het EK Onder-17 in Luxemburg. Bovendien maakte hij indruk met drie doelpunten. In februari 2007 was Ñíguez een van de drie Spanjaarden in de Europese selectie voor de UEFA/CAF Meridian Cup, naast Bojan Krkić van FC Barcelona en Guillem Savall van RCD Espanyol. In de eerste wedstrijd (6-1), die gespeeld werd in het Mini Estadi van FC Barcelona, scoorde Ñíguez het eerste en derde Europese doelpunt. Hij won in juli 2007 met het Spaans nationaal elftal het EK Onder-19 in Oostenrijk.

## Erelijst

### Spanje

#### Spanje -19
- Europees kampioenschap voetbal mannen onder 19: 2007

#### Spanje -20
- Middellandse Zeespelen: 2009

## Privé
Ñíguez komt uit een voetballende familie. Zijn vader, José Antonio Ñíguez, speelde als aanvaller bij onder andere Elche CF. Zijn oudere en jongere broer, Jonathan Ñíguez en Saúl Ñíguez spelen respectievelijk bij CD Alcoyano en Atlético Madrid.
1 Roberto ·
2 Miquel ·
3 González ·
4 Hernández ·
5 Rolón ·
6 Kuzmanović ·
7 Iturra ·
8 Adrián ·
9 Borja ·
10 Juanpi ·
11 Castro ·
12 Ideye ·
13 Prieto ·
14 Recio  ·
15 Ricca ·
16 Peñaranda ·
17 Success ·
18 Rosales ·
19 Bueno ·
20 Keko ·
21 Samu García ·
22 Lestienne ·
23 Torres ·
24 Rolán ·
25 Lacen ·
26 En-Nesyri ·
27 Robles ·
29 Soler ·
Coach: González